# Diocesi di Columbus
La diocesi di Columbus (in latino: Dioecesis Columbensis) è una sede della Chiesa cattolica negli Stati Uniti d'America suffraganea dell'arcidiocesi di Cincinnati. Nel 2021 contava 289.920 battezzati su 2.828.514 abitanti. È retta dal vescovo Earl Kenneth Fernandes.

## Territorio
La diocesi comprende ventitré contee dell'Ohio, negli Stati Uniti d'America: Coshocton, Delaware, Fairfield, Fayette, Franklin, Hardin, Hocking, Holmes, Jackson, Knox, Licking, Madison, Marion, Morrow, Perry, Pickaway, Pike, Ross, Scioto, Tuscarawas, Union, Vinton e Washington.
Sede vescovile è la città di Columbus, dove si trova la cattedrale di San Giuseppe (Saint Joseph).
Il territorio si estende su 29.293 km² ed è suddiviso in 104 parrocchie.

## Storia
La diocesi è stata eretta il 3 marzo 1868 con il breve Summi apostolatus di papa Pio IX, ricavandone il territorio dall'arcidiocesi di Cincinnati.
Il 21 ottobre 1944 ha ceduto una porzione del suo territorio a vantaggio dell'erezione della diocesi di Steubenville.

## Cronotassi dei vescovi
Si omettono i periodi di sede vacante non superiori ai 2 anni o non storicamente accertati.
- Sylvester Horton Rosecrans † (3 marzo 1868 - 21 ottobre 1878 deceduto)
- John Ambrose Watterson † (6 aprile 1880 - 17 aprile 1899 deceduto)
- Henry Moeller † (6 aprile 1900 - 27 aprile 1903 nominato arcivescovo coadiutore di Cincinnati[2])
- James Joseph Hartley † (10 dicembre 1903 - 12 gennaio 1944 deceduto)
- Michael Joseph Ready † (11 novembre 1944 - 2 maggio 1957 deceduto)
- Clarence George Issenmann † (5 dicembre 1957 - 7 ottobre 1964 nominato vescovo coadiutore di Cleveland[3])
- John Joseph Carberry † (20 gennaio 1965 - 14 febbraio 1968 nominato arcivescovo di Saint Louis)
- Clarence Edward Elwell † (29 maggio 1968 - 16 febbraio 1973 deceduto)
- Edward John Herrmann † (22 giugno 1973 - 18 settembre 1982 dimesso)
- James Anthony Griffin (8 febbraio 1983 - 14 ottobre 2004 dimesso)
- Frederick Francis Campbell (14 ottobre 2004 - 31 gennaio 2019 ritirato)
- Robert John Brennan (31 gennaio 2019 - 29 settembre 2021 nominato vescovo di Brooklyn)
- Earl Kenneth Fernandes, dal 2 aprile 2022

## Statistiche
La diocesi nel 2021 su una popolazione di 2.828.514 persone contava 289.920 battezzati, corrispondenti al 10,2% del totale.
| anno | popolazione | popolazione | popolazione | presbiteri | presbiteri | presbiteri | presbiteri                | diaconi | religiosi | religiosi | parrocchie |
| anno | battezzati  | totale      | %           | numero     | secolari   | regolari   | battezzati per presbitero | diaconi | uomini    | donne     | parrocchie |
| ---- | ----------- | ----------- | ----------- | ---------- | ---------- | ---------- | ------------------------- | ------- | --------- | --------- | ---------- |
| 1950 | 105.500     | 1.337.520   | 7,9         | 268        | 169        | 99         | 393                       |         | 125       | 1.405     | 91         |
| 1966 | 176.000     | 1.718.683   | 10,2        | 311        | 232        | 79         | 565                       |         | 62        | 1.100     | 122        |
| 1970 | 177.268     | 1.784.466   | 9,9         | 323        | 253        | 70         | 548                       |         | 112       | 955       | 110        |
| 1976 | 195.426     | 1.833.000   | 10,7        | 316        | 255        | 61         | 618                       | 2       | 150       | 769       | 113        |
| 1980 | 204.816     | 1.901.100   | 10,8        | 300        | 238        | 62         | 682                       | 18      | 103       | 750       | 108        |
| 1990 | 202.077     | 2.022.800   | 10,0        | 265        | 206        | 59         | 762                       | 47      | 74        | 524       | 121        |
| 1999 | 193.955     | 2.243.099   | 8,6         | 234        | 194        | 40         | 828                       | 64      | 5         | 388       | 107        |
| 2000 | 195.931     | 2.181.632   | 9,0         | 234        | 193        | 41         | 837                       | 60      | 50        | 373       | 106        |
| 2001 | 202.577     | 2.283.842   | 8,9         | 237        | 197        | 40         | 854                       | 73      | 49        | 373       | 107        |
| 2002 | 203.967     | 2.362.815   | 8,6         | 230        | 189        | 41         | 886                       | 70      | 50        | 356       | 107        |
| 2003 | 236.402     | 2.383.015   | 9,9         | 245        | 201        | 44         | 964                       | 76      | 54        | 348       | 106        |
| 2004 | 240.682     | 2.408.079   | 10,0        | 225        | 184        | 41         | 1.069                     | 76      | 46        | 333       | 107        |
| 2006 | 252.103     | 2.447.972   | 10,3        | 216        | 176        | 40         | 1.167                     | 80      | 43        | 291       | 106        |
| 2013 | 266.776     | 2.603.068   | 10,2        | 197        | 167        | 30         | 1.354                     | 118     | 30        | 230       | 106        |
| 2016 | 273.827     | 2.671.870   | 10,2        | 201        | 164        | 37         | 1.362                     | 102     | 39        | 227       | 106        |
| 2019 | 280.878     | 2.740.672   | 10,2        | 185        | 152        | 33         | 1.518                     | 108     | 35        | 216       | 105        |
| 2021 | 289.920     | 2.828.514   | 10,2        | 173        | 130        | 43         | 1.675                     | 120     | 44        | 218       | 104        |